# Jessie Boucherett
Emilia Jessie Boucherett (North Willingham, 1825 – 18 ottobre 1905) è stata un'attivista britannica per i diritti delle donne.

## Biografia
Nacque nel 1825 a North Willingham, vicino a Market Rasen, nel Lincolnshire. Studiò presso la scuola delle quattro Miss Byerley (figlie di Thomas Byerley, parente di Josiah Wedgwood)  ad Avonbank, Stratford-on-Avon, dove in precedenza aveva studiato Elizabeth Gaskell.
Boucherett si avvicinò al femminismo grazie alla lettura dell'English Woman's Journal e di un articolo dell'Edinburgh Review trattante i problemi della società femminile nel XIX secolo.
Il 21 novembre 1865, con l'aiuto di Barbara Bodichon e Helen Taylor, presentò l'idea di una riforma parlamentare, avviando così una campagna per il suffragio femminile.
Con Barbara Bodichon e Adelaide Anne Procter contribuì a fondare la Society for Promoting the Employment of Women nel 1859, rinominata nel 1926 come Society for Promoting the Training of Women e oggi operante come organizzazione benefica dal nome Futures for Women.
Sempre nel 1859, Boucherett e Procter si unirono al Langham Place Group, il quale si batté per il miglioramento della situazione delle donne dal 1857 al 1866. Boucherett fu promotrice del movimento per il suffragio femminile e una forte sostenitrice del Married Women's Property Act. Fondò l'Englishwoman's Review nel 1866 e ne fu curatrice fino al 1870, quando fondò con Lydia Becker il Women's Suffrage Journal.

## Opere
- Hints on Self-Help for Young Women, 1863
- The Condition of Women in France', 1868
- 'How to Provide for Superfluous Women', in Josephine Butler, ed., Women's Work and Women's Culture, 1869
- 'The industrial position of women', in Theodore Stanton, ed., The Woman Question in Europe, 1884
- The Condition of Working Women and the Factory Acts, con Helen Blackburn, 1896